# Windows Aero
Windows Aero (бекронім від «Authentic, Energetic, Reflective and Open») — комплекс технічних рішень, вживаний в операційних системах Microsoft Windows Vista та Microsoft Windows 7.

## Можливості
Windows Aero використовує анімацію вікон при відкритті, закритті, згортанні, відновлення вікна, що робить роботу з операційною системою зручнішою.[джерело?] Прозорі елементи вікон з розмиванням заднього плану дозволяють користувачеві концентруватися лише на вмісті активного вікна. Користувач може налаштувати колір заливки прозорих вікон за своїм смаком. Інші нові можливості Windows Aero представлені у вигляді компонентів Windows Aero і описуються нижчим.

## Компоненти

### Windows Vista
Windows Aero вперше використаний в Windows Vista і об'єднує декілька незалежних технічних рішень:
- Aero Glass — вживання прозорих (з розмиванням заднього плану) заголовків і панелей у вікнах в стилі оформлення «Windows Aero».
- Активні Ескізи — можливість перегляду поточного стану вікна. (для Windows Flip і Flip 3d. інше вживання див. нижче)
- Активні ескізи панелі завдань — мініатюри вікон, що з'являються при наведенні на кнопку вікна на панелі завдань.
- Windows Flip — новий вигляд меню Alt+Tab ↹, в якому показуються ескізи відкритих вікон і їх значки.
- Windows Flip 3d — заміна Alt+Tab ↹, що викликається поєднанням ⊞ Win+Tab ↹, тепер всі вікна вишиковуються в ряд в 3d. За допомогою стрілок клавіатури або коліщатка мишки можна прокручувати вікна. ↵ Enter або клік мишкою активує вікно, що знаходиться «ближче» до користувача.

### Windows 7
Функції, додані в Windows 7:
- Aero Shake — дозволяє скрутити всі неактивні застосування рухом миші. Для її активації досить захопити заголовок вікна і небагато «потрясти».
- Aero Peek — дозволяє відображувати зменшені копії вікон при наведенні миші на значок панелі завдань, перемикатися між вікнами додатка простим кліком по значку, перетягувати і фіксувати на панелі завдань різні вікна і додатки, переглядати робочий стіл одним наведенням в спеціальну область екрану і багато що інше.
- Aero Snap — дозволяє рухом миші розвертати вікно на півекрану, весь екран або лише по вертикальній осі.

### У пізніших версіях Windows
Деякі функції, представлені в Aero, залишаються у зміненому вигляді в пізніших версіях Windows.
- Windows 8
  - У той час як попередні версії Windows 8 використовували оновлену версію Windows Aero з більш плоским квадратним виглядом, тема Glass була замінена перед випуском новою темою плоского дизайну, заснованою на мові дизайну Metro.[1] Ефекти прозорості видалено з інтерфейсу, крім панелі завдань, яка зберегла прозорість, але більше не має ефекту розмиття.[2]
  - Flip 3D видалено; ⊞ Win+Tab ↹ було змінено на перемикання між робочим столом і програмами Windows Store.[3]
- Windows 10
  - Спочатку ОС підтримувала оновлену версію Metro, але почала дедалі частіше відновлювати детальні світлові ефекти (зокрема ті, що слідують за курсором) і скляну прозорість Aero через перехід на Fluent Design System як наступника Metro.[4]
  - Віртуальні робочі столи додано через «Перегляд завдань». Викликається комбінацією клавіш ⊞ Win+Tab ↹.[5]
  - Прив’язку вікон було розширено, щоб дозволити прив’язувати програми до квадрантів екрана. Коли вікно прив’язане до половини екрана, користувачеві пропонується вибрати друге вікно, яке займе іншу половину екрана.[6]
  - Aero Shake тепер називається «Струшування рядка заголовка вікна».[7][8]
- Windows 11
  - Попередньо визначені «Макети прив’язки» можна активувати, навівши курсор миші на кнопку розгортання/відновлення на панелі заголовка. Набори вікон, сформовані за допомогою макетів прив’язки («групи прив’язки»), можна згорнути та відновити з панелі завдань як групу.[9]

## Недоліки
- Займає більше відеопам'яті.
- Якщо система витрачає надто багато ресурсів на Aero система міняє інтерфейс на Vista Basic. Також можлива примусова заміна при запуску певного застосування (новий пункт в пункті «Сумісність»(«Compatibility»), в Windows Vista Service Pack 1 ця проблема відсутня і Windows Aero, бувши активованою один раз, працює завжди і за будь-яких умов.
- Інколи неможливо створити Активний Ескіз для додатка.
- Неможливість одночасного програвання відео високої роздільної здатності у віконному режимі і роботи Aero (вирішено в деяких нових відеоадаптерах).